# Toyota Corolla Cross
Toyota Corolla Cross (яп. トヨタ・カローラクロス) — компактный кроссовер-внедорожник производства японского автопроизводителя Toyota. Модель позиционируется как более практичная и крупная альтернатива CH-R и построен на той же платформе TNGA-C (GA-C), что и Corolla серии E210. Впервые был представлен в Таиланде в июле 2020 года для рынков Юго-Восточной Азии и Тайваня. Появление модели на других рынках началось с 2021 года.В Китае модель называется Toyota Frontlander.

## Описание

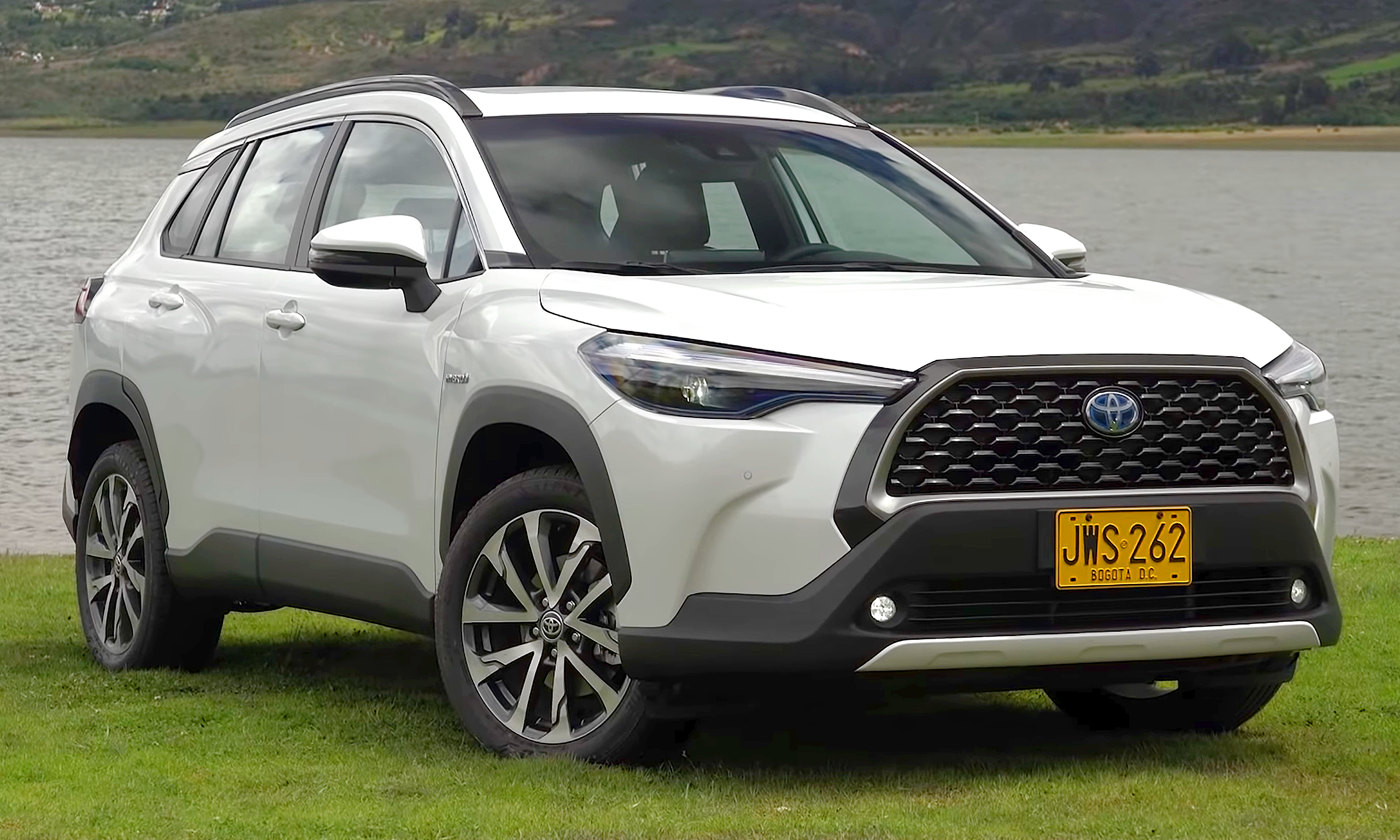
2021 Corolla Cross Hybrid SEG

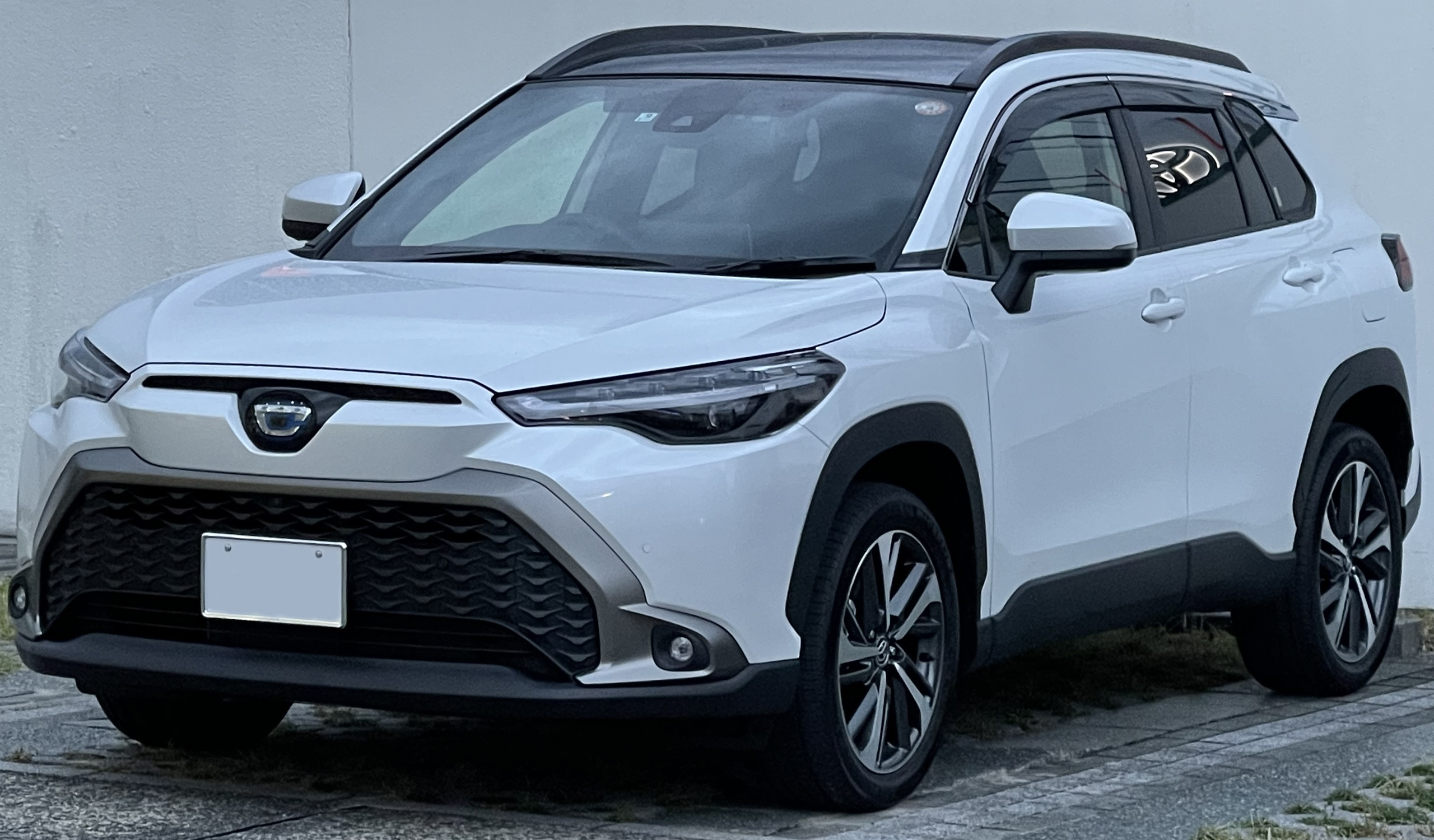
Версия для Китая и Японии

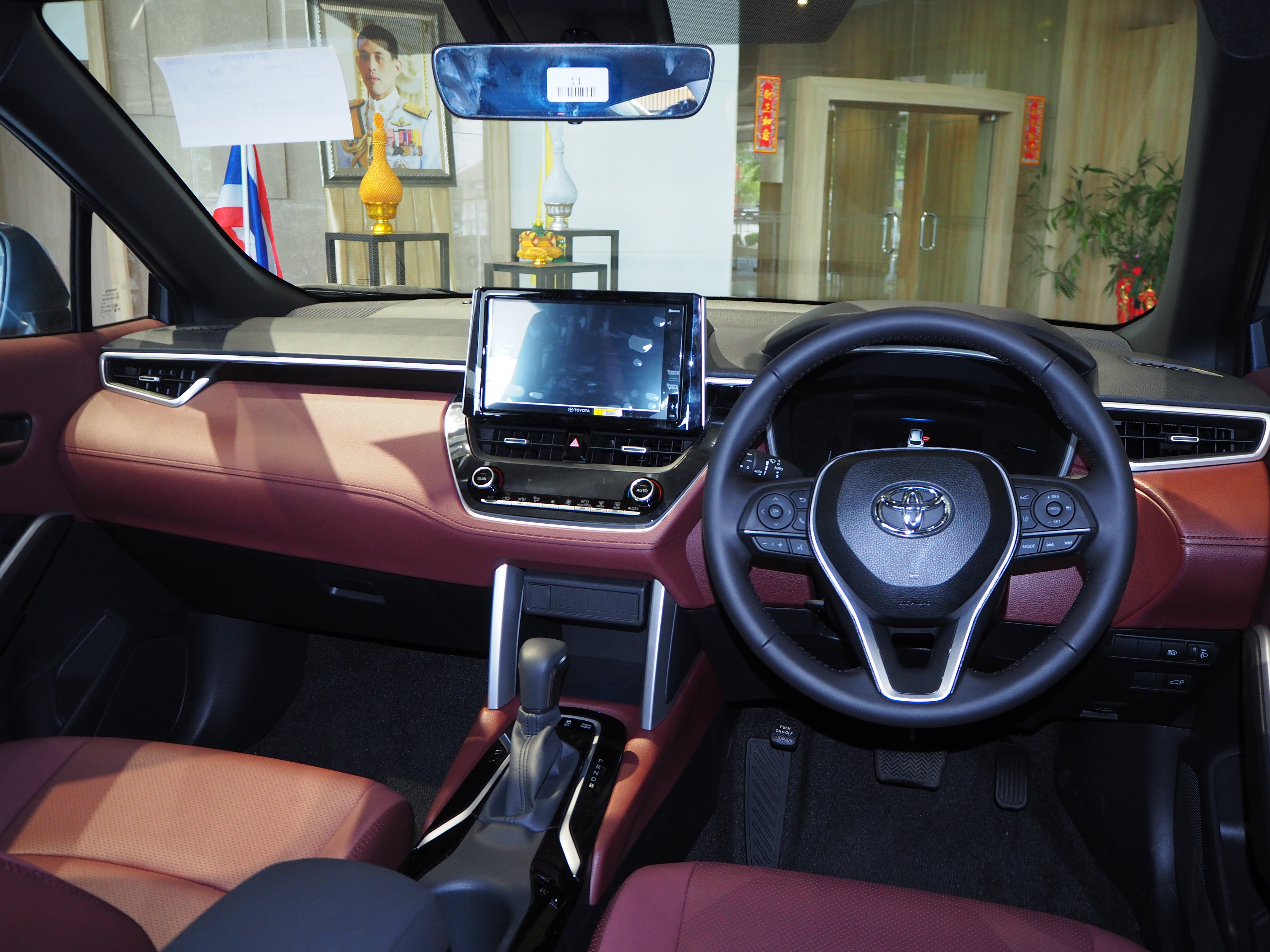
Интерьер

Corolla Cross — второй кроссовер Toyota, построенный на платформе GA-C, после CH-R, который был выпущен в 2016 году. Автомобиль имеет ту же колесную базу в 2640 мм, что и C-HR, но занимает большую площадь, уделяя приоритетное внимание внутреннему пространству и практичности. Для переднеприводных моделей кроссовер оснащен передней подвеской MacPherson strut и задней подвеской с торсионной балкой вместо независимой задней подвески, используемой на обычных Corolla и CH-R, для экономии внутреннего пространства.